# Lutzomyia rispaili
Lutzomyia rispaili är en tvåvingeart som beskrevs av Torres M., Cáceres A., Le Pont F. 1995. Lutzomyia rispaili ingår i släktet Lutzomyia och familjen fjärilsmyggor.
Artens utbredningsområde är Bolivia. Inga underarter finns listade i Catalogue of Life.